# Troglohyphantes draconis
Troglohyphantes draconis Deeleman-Reinhold, 1978 è un ragno appartenente alla famiglia Linyphiidae.

## Etimologia
Il nome proprio della specie deriva dal latino draco, -onis, che significa dragone, in omaggio ad una leggenda locale delle alture di Zmejovica pecina, dove si trova il luogo di rinvenimento: una grotta che, nei tempi passati la popolazione del posto riteneva infestata da un drago.

## Descrizione
Il maschio ha una lunghezza totale di 3,12 mm; il cefalotorace è lungo 1,44 mm e largo 1,15 mm. Le femmine hanno una lunghezza media di 3,45 mm; il cefalotorace è lungo 1,30 mm e largo 1,06

## Distribuzione
La specie è stata rinvenuta in Macedonia del Nord: nei pressi del villaggio di Krapa, appartenente al comune urbano di Makedonski Brod

## Tassonomia
Al 2013 non sono note sottospecie e non sono stati esaminati nuovi esemplari dal 1978.